# Eriospermum minutipustulatum
Eriospermum minutipustulatum är en sparrisväxtart som beskrevs av Pauline Lesley Perry. Eriospermum minutipustulatum ingår i släktet Eriospermum och familjen sparrisväxter. Inga underarter finns listade i Catalogue of Life.